# Three Rivers (Texas)

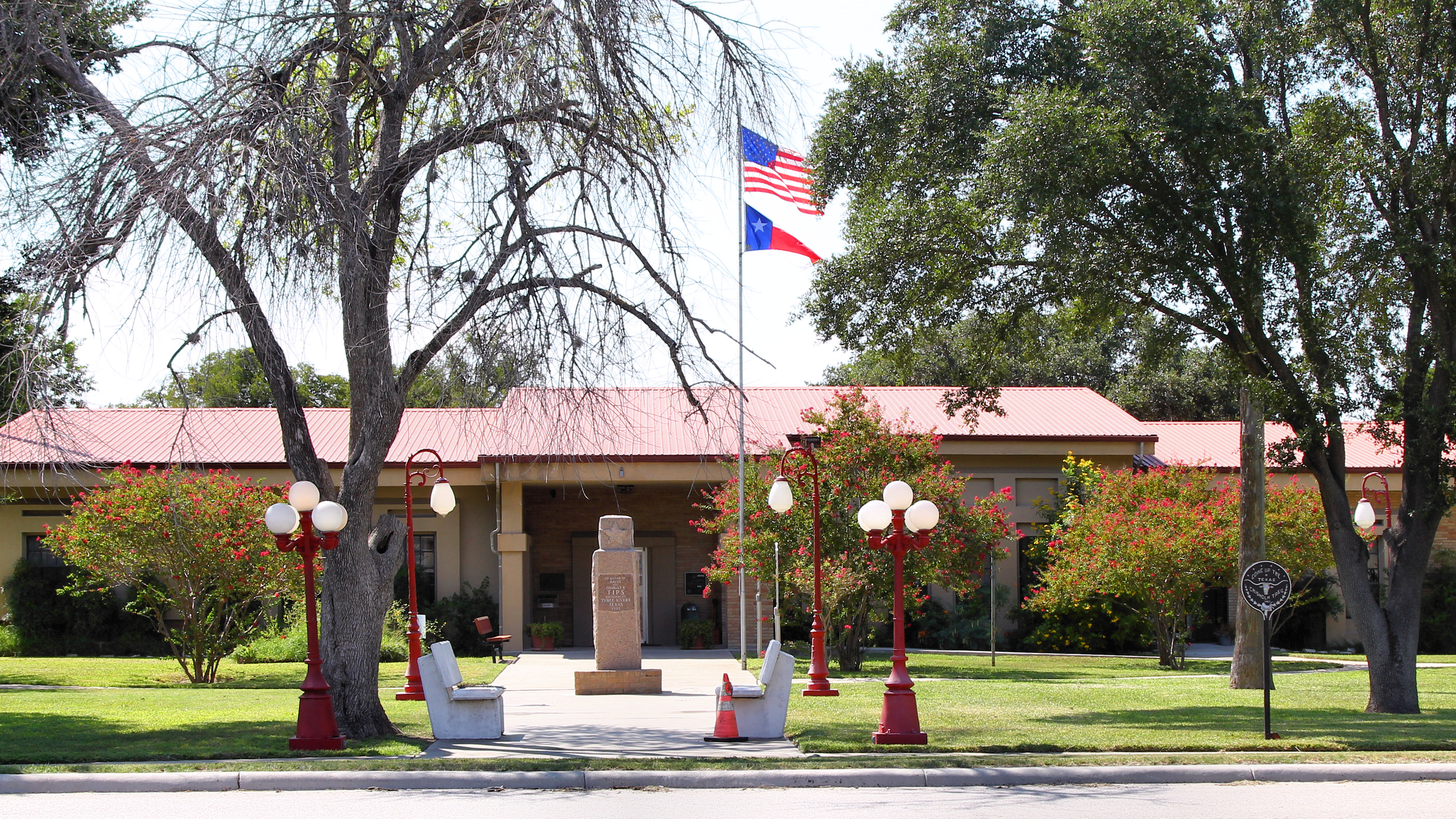
Stadhuis van Three Rivers

Three Rivers is een plaats (city) in de Amerikaanse staat Texas, en valt bestuurlijk gezien onder Live Oak County.

## Demografie
Bij de volkstelling in 2000 werd het aantal inwoners vastgesteld op 1878.
In 2006 is het aantal inwoners door het United States Census Bureau geschat op 1727, een daling van 151 (-8,0%).

## Geografie
Volgens het United States Census Bureau beslaat de plaats een oppervlakte van
3,7 km², geheel bestaande uit land. Three Rivers ligt op ongeveer 53 m boven zeeniveau.

## Plaatsen in de nabije omgeving
De onderstaande figuur toont nabijgelegen plaatsen in een straal van 40 km rond Three Rivers.